# 轉動的黑洞
轉動的黑洞是擁有角動量的黑洞。

## 黑洞的種類
愛因斯坦场方程式是描述在廣義相對論下的重力，從這個方程式解出確切的黑洞解有四種。其中的兩種（克爾黑洞和克爾-紐曼黑洞）是旋轉的。一般相信所有的黑洞到最後都會成為近似定态的黑洞，並且這種定态的黑洞的特徵只有三個物理量（並且只有這三個）M、J和Q，名稱為：
- 質量M,
- 角動量J,
- 電荷Q.

根據這種性質，定态黑洞的四種類型可以被定義如下：
|                 | 不轉動（J = 0）     | 轉動（J ≠ 0） |
| 無電荷（Q = 0） | 史瓦西              | 克爾          |
| 電荷（Q ≠ 0）   | 萊斯納-諾德斯特洛姆 | 克爾-紐曼     |

## 形成
轉動的黑洞由自轉的大質量恆星或是平均角動量不為零的恆星集團或氣體，經過重力塌縮形成的。由於多數的恆星都會轉動，所以預期多數的黑洞本質上都是轉動的黑洞。在2006年晚期，天文學家在天文物理期刊上提出了黑洞旋轉率的估計，在銀河系的一個黑洞，GRS 1915+105，每秒鐘旋轉1,150次
，接近理論的上限值。

### 與伽瑪射線暴的關係
觀測到的伽瑪射線暴被認為是塌縮星形成轉動黑洞時放出輻射。

## 轉換成史瓦西黑洞
一個轉動的黑洞可能需要消耗很多轉動能量來產生大量的能量。在這種情況下，轉動的黑洞將逐漸退化成史瓦西黑洞 － 沒有進一步能量損耗的極小配置。

## 克爾度規，克爾-紐曼度規
轉動的黑洞是愛因斯坦方程式的一種解，確切的解有兩個：克爾度規和克爾-紐曼度規，被相信是代表所有轉動的黑洞在外觀上的解。